# Nino Burjanadze
Nino Burjanadze (AFI: [nɪnɔ bʊrdʒanadzɛ], georgià: ნინო ბურჯანაძე) 
(16 de juliol, 1964 a Kutaisi, Geòrgia) fou Presidenta de Geòrgia interina de 23 de novembre de 2003 a 25 de gener de 2004. És una reconeguda jurista i política coneguda com a portaveu del parlament de Geòrgia.
Es graduà el 1986 a la Facultat de Dret de la Universitat Estatal de Tbilisi (TSU) i estudià en la Universitat Estatal de Moscou entre 1986 i 1989, on es va doctorar en Dret Internacional el 1990. Des de 1991 ha estat professora associada en la Facultat de Dret Internacional en la TSU. Ha destacat per la seva postura pro-occidental i ha dit que vol que Geòrgia s'integri en la Unió Europea i l'OTAN al més aviat possible.
Fou escollida diputada el 1995 i fou vicepresidenta de l'Assemblea Parlamentària de l'OSCE fins al 2000. Milità en el partit del president Xevernadze fins al 2002, quan l'abandonà i es presentà en una agrupació d'independents. Ocupà el càrrec de Presidenta de Geòrgia des del 23 de novembre de 2003 al 25 de gener de 2004 després de la renúncia d'Eduard Xevardnadze a causa de la Revolució de les Roses. Després de l'elecció de Mikheil Sakaixvili com a president, Burjanadze va reprendre la presidència del parlament georgià,
i de nou fou presidenta interina entre el 25 novembre 2007 i el 20 gener 2008 deprès de la renúncia de Sakaixvili, que va convocar noves eleccions, i Davit Bakradze la va succeir com president del parlament. Es va presentar a les eleccions presidencials de 2013, que va guanyar Guiorgui Margvelaixvili.